# لعبة محاكاة الحكومة

لقطة للعبة بالانس أوف باور

 لعبة محاكاة الحكومة  (بالإنجليزية: Government simulation game)‏ تتيح للاعب التحكم بحكومة ما سياسياً لتحديد مصير البلد أو لخوض الحروب ضد البلدان المجاورة. بالانس أوف باور (بالإنجليزية: Balance of Power)‏ و الحرب العالمية الثالثة هما مثالاً على هذا النوع.